# Phyllophaga peccata
Phyllophaga peccata är en skalbaggsart som beskrevs av Richard Eliot Blackwelder 1944. Phyllophaga peccata ingår i släktet Phyllophaga och familjen Melolonthidae. Inga underarter finns listade i Catalogue of Life.